# Byctiscus rugosus
Byctiscus rugosus is een keversoort uit de familie Rhynchitidae. De wetenschappelijke naam van de soort is voor het eerst geldig gepubliceerd in 1830 door Gebler.